# 福临镇
福临镇位于湖南省长沙县中部偏西，处长沙县与汨罗市二县交界处。地缘上，临镇镇北与开慧乡、白沙乡接壤，东与高桥镇为邻，南连青山铺镇、路口镇，西与汨罗市弼时镇交界，总面积82.9平方公里，总人口27,215人（2000年人口普查）；全镇辖辖10个村1个居委会；福临镇政府福临铺社区。

## 历史
今福临镇在1995年长沙地区撤区并乡镇之前属福临区双起乡和福临乡地域，撤区并乡后二乡合并组建福临镇。2004年村级区划调整，调整之前为24个村、2个社区，分别为福临铺村、冯家坡村、长乐港村、源冲村、影珠山村、开物村、希古台村、西冲村、果子园村、站上村、东南冲村、高仓段村、孙家桥村、梅林桥村、古华山村、双龙村、金龙村、双起桥村、中佳段村、石牯村、荷花坝村、铁炉冲村、金坑桥村、菖蒲塘村，福临铺社区和洪家铺社区；区划调整后为10村、1社区。

## 区划
- 1个社区：福临铺社区；
- 10个村：影珠山村、石牯牛村、金坑桥村、孙家桥村、双起桥村、泉源村、古华山村、同心村、西冲村和开物村。